# Hrvaška kmečka stranka
Hrvaška kmečka stranka (hrv. Hrvatska seljačka stranka, HSS) je bila ustanovljena leta 1904 na pobudo bratov Antuna (1868-1919) in Stjepana Radića kot Hrvaška ljudska kmečka stranka (Hrvatska pučka seljačka stranka) Njena aktivnost je na Hrvaškem naletela na širši odmev med kmečkim prebivalstvom in v malomeščanskih krogih. Po ustanovitvi jugoslovanske države se je pričel njen hiter vzpon. Leta 1919 se je opredelila za republiko in spremenila ime v Hrvaško republikansko kmečko stranko (Hrvatska republikanska seljačka stranka, HRSS). Leta 1925 se je proti njej uporabila t. i. Obznana. Stranka do leta 1925, ko je vstopila v vlado in pred tem spet spremenila svoje ime (s črtanjem republikanizma) v HSS, ni priznala dinastije Karađorđevićev in vidovdanske ustave. 20. junija 1928 je na seji Narodne skupščine v Beogradu črnogorski poslanec Narodne radikalne stranke Puniša Račić streljal na njene vodilne poslance ter ubil brata Stjepana in Pavla Radića ter Đura Basarička, ranjena pa sta bila Ivan Pernar in Ivan Granđa. To je v Kraljevini SHS sprožilo globoko politično krizo, ki je privedla do uvedbe kraljeve diktature. Po sporazumu z radikali in priznanju vidovdanske ustave je stranka spremenila naziv v 'Hrvatsko seljačko stranko'. Po prekinitvi sodelovanja z radikali pa je leta 1927 prišlo do nastanka Kmečko-demokratske koalicije. Tako v času Stjepana Radića, kot tudi pod vodstvom Vlatka Mačka (od 1928) je v stranki prihajalo do delitev. Konec 30. let je prišlo predvsem po zaslugi enega vodilnih članov HSS, Ivana Šubašića med beograjsko vlado Dragiša Cvetkovića in HSS 26. avgusta 1939 do Sporazuma Cvetković–Maček in ustanovitve Banovine Hrvaške, za bana pa je bil imenovan prav Šubašić, ker je regent, knez Pavle zavrnil Mačkov predlog imenovanja Augusta Košutića. Drug pomemben član HSS, Ivan Andres, Mačkov svetovalec za zunanjo politiko, je bil v koalicijski vladi Cvetković-Maček (1939-41) minister za trgovino in industrijo. 
Med drugo svetovno vojno oz. po ustanovitvi ustaške kolaborantske NDH, se je stranka razcepila na več struj: en del je sodeloval z ustaškim gibanjem, drugi del je bil z emigrantsko vlado, tretji pa se je pridružil narodnoosvobodilnemu gibanju. Mačkova skupina je propagirala politiko čakanja, a je tekom vojne tudi v njej prišlo do procesa diferenciacije. Prišlo je do pogajanj z režimom NDH o ustanovitvi koalicijske vlade, ki so bila naposled prekinjena, medtem ko se je levo (prokomunistično) krilo (Božidar Magovac, Franjo Gaži, Frane Frol, Filip Lakuš, Pavao Krce) priključilo partizanskemu narodnoosvobodilnemu gibanju ter njenemu političnemu predstavništvu ZAVNOH oz. AVNOJ. Ivan Šubašić je leta 1944 spet odigral posredniško vlogo, tokrat kot predsednik begunske kraljeve vlade v Londonu s Titovim NKOJ-em (t. i.sporazum Tito-Šubašić) o kompromisni sestavi mednarodno priznane jugoslovanske začasne vlade, ki je bil oblikovana marca 1945, sam pa je postal njen zunanji minister. Član te vlade je postal tudi Juraj Šutej, ki je bil minister v emigrantski in že v predvojnih vladah. Ker je bila večina politikov HSS po osvoboditvi oz. komunističnem prevzemu oblasti zaprta, je Šubašić prosil J. Broza (Tita), naj jih izpusti, da bi organiziral strankarsko zborovanje, kar se je tudi zgodilo, a je njen vodilni politik August Košutić (namestnik Vladka Mačka) ostal v zaporu do septembra 1946, ko so ga izpustili z namenom, da bi prevladala njegova in Mačkova linija v stranki, ki je zagovarjala bojkot volitev s strani HSS. Septembra 1945 je stranka HSS v Jugoslaviji prenehala delovati, kljub poskusom začasne legalizacije in koalicijske povezave s srbsko opozicijo, ki sta jo podpisala Juraj Šutej in Tomo Jančiković, ki so ga zato kmalu zaprli. V emigraciji je stranka delovala naprej pod vodstvom predsednika Vladka Mačka do njegove smrti 1964 v ZDA. Nasledil ga je nekdanji tajnik stranke Juraj Krnjević (umrl 1988), njega pa Josip Torbar. Nekaj let po vojni je v okviru Ljudske fronte na Hrvaškem in v BiH še delovalo njeno prorežimsko krilo oz. novoustanovljena HRSS (Hrvatska republikanska seljačka stranka) pod komunističnim nadzorom, nekaj njenih (tudi zgoraj omenjenih) predstavnikov (brez Magovca, ki se je 1945 uprl komunističnemu pritisku), pa je imelo nekaj časa vsaj navidezno pomembne funkcije v oblastnih/državnih organih na Hrvaškem, kot tudi na zvezni ravni še do 50. oziroma začetka 60. let dvajsetega stoletja. 
HSS je bila na Hrvaškem obnovljena ob demokratičnih političnih spremembah v letih 1989/90. 